# Веселин Јевросимовић
Веселин Јевросимовић (Београд, 28. јануар 1965) је власник и председник ИТ компаније Comtrade, са седиштем у Београду. Такође је председник Српског атлетског савеза и члан Извршног одбора Олимпијског комитета Србије.

## Одрастање и образовање
Веселин Јевросимовић је одрастао је у радничкој породици средње класе, у насељу Вождовац. Веселинов отац Боривоје, био је железничар родом из Лајковца.
У младости се бавио атлетиком и такмичио у скоку с мотком у атлетском клубу Црвена Звезда. Провео је неко време у Немачкој, као такмичар Атлетског клуба Диселдорф, да би се касније преселио у Сједињене Државе где је у Мајамију дипломирао менаџмент на Универзитету Флорида.

## Каријера предузетника
Године 1986. Јевросимовић је постао сувласник компаније за дистрибуцију ИТ опреме у Немачкој. Задржавајући својим везама у САД, започео је посао дистрибуције рачунара, што га је довело до тога да постане партнер у ЦХС Електроникс (CHS Electronics) током 1990-их. Паралелно са пословањем у Немачкој и САД основао је 1991. године у Србији Комтрејд Груп, компанију која ће касније постати једна од највећих ИТ организација у југоисточној Европи. 1996. године ЦХС Електроникс, постала је друга компанија за дистрибуцију рачунарске опреме у свету са годишњим прометом од 12,5 милијарди долара. Касније те исте године, Јевросимовић је продао своје акције у компанији ЦХС Електроникс и вратио се у Србију како би се фокусирао на развој пословања компаније Комтрејд.
Залажући се за стратегију регионалног ширења, Јевросимовић је 1997. отворио компанију у Босни и Херцеговини и наставио са ширењем мреже на Црну Гору, Македонију, Хрватску и Албанију. Године 2008. водио је аквизицију највеће словеначке софтверске компаније Хермес Софтлаб. Овом куповином Комтрејд је променио фокус свог пословања са дистрибуције хардвера на софтверски инжењеринг и развој. Еволуција ка софтверском инжењерингу и развоју је почела 2000. када је Јевросимовић основао Спинакер, компанију за системску интеграцију која је касније променила име у Комтрејд Систем Интегрејшн. Сегмент софтвера је сада највећи у Комтрејд Групи и доприноси преко 80 одсто њеног годишњег прихода. Године 2004. Јевросимовић је купио зграду на Новом Београду коју је преуредио у Технолошки центар Комтрејд (2006) - први ИТ кампус те врсте за смештај и неговање активности ИТ стручњака у региону.
Комтрејд група тренутно има више од 5.000 запослених, од којих велики проценат чине софтверски инжењери.

## Награде и признања
Веселин Јевросимовић је члан Светског економског форума и активно учествује на форумским састанцима. Такође је добио престижну награду за најбољег источноевропског менаџера (Top Manager of Southeastern Europe Award), награду за најиновативнијег инвеститора у југоисточној Европи (Most Innovative Investor in Southeastern Europe Award) и награду Легенда ИТ индустрије (Legend Award in Monte Carlo) у Монте Карлу. Јевросимовић је 2008. године постао први Србин који је добио признање за почасног грађанина Бостона за допринос његове компаније привреди овог града.
Јевросимовић је крајем 2024. именован за финалисту награде за извршног директора године (CEO of the Year). Ово признање дошло је у оквиру  доделе награда (Executive of the Year Awards) у Њујорку, коју је организовао часопис The CEO Magazine. Ова награда одликује водеће лидере у свету бизниса који су се истакли по иновацији, визији и утицају како на америчку, тако и на глобалну сцену. Међу номинованима су били кандидати који су подстакли значајан раст у различитим индустријама, укључујући ИТ, банкарство, енергетику, здравство и угоститељство.

## Председник Српског атлетског савеза
Јевросимовић је председник Српског атлетског савеза од јуна 2009. године. Од тада, предводио је значајне инвестиције у изградњу атлетске инфраструктуре, пре свега стадиона са атлетским тартан стазама и додатним борилиштима, као и изградњу Атлетске дворане, која је отворена 2016. на Бањици у Београду. Под његовим руководством, Српски атлетски савез је учествовао у организовању Првенства Европе у атлетици у дворани 2017. године и Првенства света у атлетици у дворани 2022. године. Оба такмичења одржана су у Београдској арени уз монтажу привремене атлетске стазе са шест трака и пратећих борилишта. Поводом организовања Светског првенства 2022. године Јевросимовић је изјавио:
Ми смо у претходних 12 година успели да изградимо 30 атлетских стадиона у земљи, три прелепе атлетске дворане. Kроз организацију Светског првенства у дворани ми овај спорт дижемо на виши ниво, појачавамо интересовање јавности и будућих асова овог спорта.

## Текстови Веселина Јевросимовића
- "Одрживост у позадини свега" - текст о светским трендовима у информатици
- "Возило ка свему осталом" - текст о V2X - vehicle to everything
- "Година дигиталне трансформације"
- "Година виртуелних светова"
- "Управљање знањем" - текст о потреби организовања и управљања обиљем података и информација
- "Пажња и посвећеност" - текст о неприметном смањењу наше способности да памтимо, да се усредсредимо и да размишљамо
- "Закаснела будућност" - текст о мобилној телефонији и феномену "свеприсутног рачунарства"
- "Муке са аутомобилима" - текст о новим информатичким решењима и њиховој примени у аутомобилској индустрији
- "Ум као софтвер" - текст о преношењу људске свести, знања, искустава и сећања у неку врсту рачунарског система
- "Нови поглед на другачији начин" - текст о идеји наочара опремљених процесором, камером, екраном који слику пројектује у видно поље и везом са интернетом
- "Економија претплате" - текст о ери "претплатничке економије" и њеним пословним моделима
- "Црни шешири" - текст о информатичкој безбедности
- "Прилагодљивост и ширина" - текст о расту запошљавања у ИТ индустрији
- "Организовани хаос"
- "Нова врста фабрика"
- "Кад технологија обликује језик"
- "Угљеник и силицијум"
- "Безбедност пре свега" - текст о аутономним возилима
- "Сигурност у облацима" - текст о клауд компјутингу
- "Милион и по километара"
- "Терабајт у секунди"

###### Текстови о вештачкој интелигенцији
- "Тачка прелома"
- "Квантни скок"

- "Вештине за будућност"
- "Бриљантни идиот"
- "Елементи који недостају" - текст о стварању рачунарских програма коришћењем вештачке интелигенције
- "Лажна искуства" - текст о потенцијалном штетном утицају коришћења вештачке интелигенције на интелектуалне способности људи
- "Карика која недостаје"
- "Етика вештачке интелигенције"
- "Стратегија садржаја"
- "Цена компјутерске памети"
- "Машине 3.0"